# San Sebastián, Teoloyucan
San Sebastián är en ort i Mexiko, tillhörande kommunen Teoloyucan i delstaten Mexiko. San Sebastián ligger i den centrala delen av landet och tillhör Mexico Citys storstadsområde. Orten hade 1 928 invånare vid folkmätningen 2010.